# Glicerol
Glicerolul (formula chimică CH2OHCHOHCH2OH) denumit și glicerină este cel mai simplu alcool trihidroxilic cu masa molară 92,09. Este un lichid siropos, incolor, dulce, solubil în apă și alcool, cu punctul de fierbere la 290 °C. Glicerina se evaporă și îngheață greu, de exemplu soluția de 80% îngheață la -20,3 °C. Sub formă de esteri ai acizilor grași (gliceride), constituie componentul de bază al grăsimilor animale și vegetale, inclusiv fosfolipide și plasmalogene. 

## Descoperire și obținere
Glicerolul se obține prin saponificarea grăsimilor, iar în industrie din apele rămase de la fabricarea săpunului, prin fermentarea glicolică a zaharurilor. Sintetic se obține din propilena de la cracarea petrolului. Se întrebuințează la obținerea nitroglicerinei, rășinilor sintetice, în tăbăcărie, la fabricarea hârtiei, în industria alimentară, în cosmetică și farmaceutică.
Glicerina a fost descoperită de către Scheele, la 1780 în apele reziduale de la saponificarea grăsimilor. Prin această metodă se obține și astăzi pe scară mare. O altă metodă de fabricare se bazează pe fermentația glucozei cu drojdia de bere în prezenta sulfitului de sodiu. Despre procedeele moderne de sinteză, pornind de la propena din gazele de petrol. Glicerina cristalizează greu. Păstrată mai multă vreme la o temperatura sub 0 °C, formează cristale cu p.t. 20 de grade. Glicerina se utilizează în industria explozivilor, în farmacie și în cosmetică, în industria pielăriei și pentru fabricarea de mase plastice. Glicerina este higroscopică, ea absoarbe vapori de apă din atmosferă până la stabilirea unui echilibru. 

## Proprietăți
Glicerina (glicerolul) are punctul de fierbere situat la 290 °C, fiind în totalitate stabilă până la acest prag, doar în lipsa oxigenului molecular din mediu (condiții anaerobe). Între punctul de inflamabilitate (180 °C) și punctul de fierbere, glicerina, în prezența oxigenului (condiții aerobe), degajă cantități variabile de acroleină, substanță toxică și poluantă. Acroleina nu se mai formează din glicerol la temperaturi mai mari de 290 °C, indiferent dacă oxigenul atmosferic este prezent sau absent. Glicerina se evaporă și îngheață greu, de exemplu soluția de 8.0% îngheață la -20,3 °C. Sub formă de esteri ai acizilor grași (gliceride), constituie componentul de bază al grăsimilor animale și vegetale de unde se obține prin saponificare iar în industrie din apele rămase de la fabricarea săpunului, prin fermentarea glicolică a zaharurilor. 
Glicerina este o substanță lichidă, relativ viscoasă, cu densitatea mai mare decât a apei, incoloră, cu gust dulce și fără miros. Este ușor solubilă în apă și în alcool etilic. La rândul său, glicerolul este un bun solvent pentru diferite substanțe, fiind utilizat, mai ales în gemoterapie, fitoterapie și homeopatie pentru extragerea unor principii active de origine vegetală.

## Rol metabolic
Glicerolul din corpul uman, derivă din hidroliza enzimatică a gliceridelor din alimente (vezi digestia și absorbția lipidelor). Sub influența unor enzime specifice (lipaze), are loc reacția de hidroliză, care fiind reversibilă, conduce atât la sinteza gliceridelor, cât și la degradarea acestora. 

## Utilizări
Glicerina mai este utilizată în producția de băuturi alcoolice din cauza gustului dulceag. Este un agent hidratant regăsit în nenumărate produse cosmetice de îngrijire și igienă a pielii și părului. Facilitează reținerea apei în țesutul cutanat, este emolient și catifelant, protejează părul de deshidratare.